# Ñemby
Ñemby is een stad en gemeente (in Paraguay un distrito genoemd) in het departement Central. Ñemby telt 135.000 inwoners.

## Geboren
- Jorge Daniel Núñez (1984), Paraguayaans voetballer

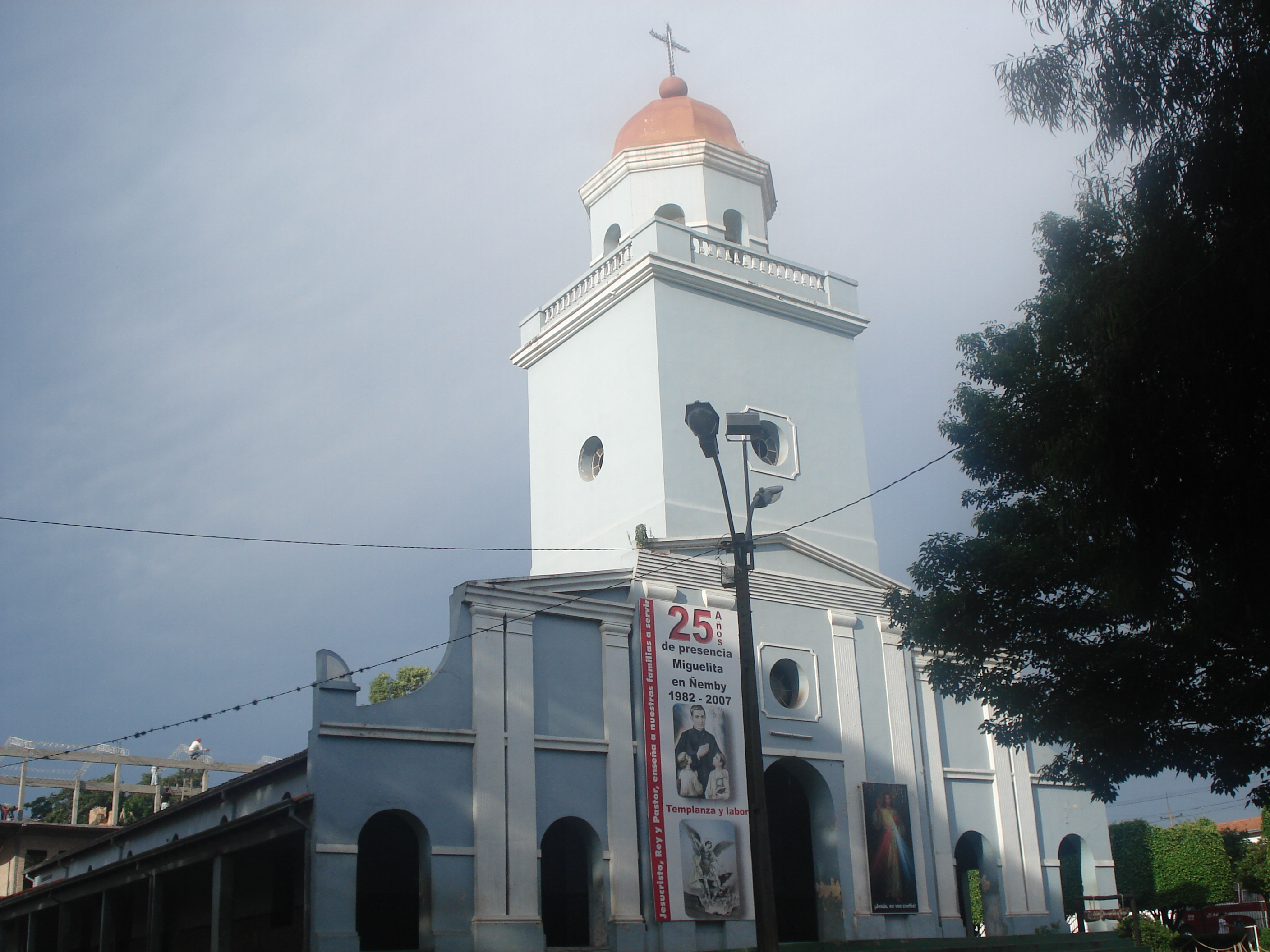
Kerk